# Bătălia de la Bahmut
Bătălia de la Bahmut a fost o bătălie majoră în orașul Bahmut și în jurul acestuia între forțele armate ruse și apărătorii ucraineni pentru capturarea orașului în timpul campaniei mai ample din estul Ucrainei. A fost una dintre cele mai lungi și mai sângeroase bătălii ale războiului de până acum.
În timp ce bombardarea Bahmut a început în mai 2022, asaltul principal spre oraș a început la 1 august, după ce forțele rusești au avansat din direcția Popasna, în urma retragerii ucrainenilor de pe acel front. Principala forță de asalt a fost formată în principal din mercenari din organizația paramilitară rusă Wagner Group, susținută de trupe regulate rusești și, după cum se pare, de elemente de miliție ale Republicii Populare Donețk.
La sfârșitul anului 2022, în urma contraofensivei ucrainene de la Harkov și Herson, frontul Bahmut-Soledar a devenit un punct important al războiului, fiind una dintre puținele linii de front în care Rusia a rămas în ofensivă. Atacurile asupra orașului s-au intensificat în noiembrie 2022, pe măsură ce forțele rusești de asalt au fost întărite de unități redistribuite de pe frontul din Herson, împreună cu recruți nou mobilizați. Până în acest moment, o mare parte din linia frontului se transformase într-un război de tranșee poziționale, ambele părți suferind pierderi ridicate fără a înregistra progrese semnificative. Prin folosirea unor asalturi repetate compuse din foști condamnați, trupele Wagner au reușit să câștige treptat teren, iar până în februarie 2023, au capturat teritoriu la nord și la sud de Bahmut și au amenințat cu încercuirea, forțând forțele ucrainene să se retragă încet în oraș, iar bătălia s-a transformat într-un război urban feroce. Până în martie 2023, forțele rusești au capturat jumătatea estică a orașului, până la râul Bahmutka, și au continuat să avanseze în părțile din Bahmut controlate de ucraineni.
La 20 mai 2023, Bahmut fusese capturat în cea mai mare parte de forțele rusești, armata ucraineană revendicând controlul unei mici fâșii din orașul propriu-zis de-a lungul autostrăzii T0504. Cu toate acestea, Ucraina a început contraatacuri pe flancurile Rusiei, încercând să încercuiască orașul. Cam în același timp, la 25 mai, Wagner a început să se retragă din oraș pentru a fi înlocuit de trupele regulate rusești, pe fondul unor puternice dispute interne între conducerea Wagner și înaltul comandament rus. În septembrie 2023, președintele Zelensky a declarat că Ucraina va continua să lupte pentru a recuceri Bahmut.
Deși inițial a fost o țintă cu o importanță tactică mai mică, Bahmut a devenit una dintre bătăliile centrale ale Războiului ruso-ucrainean, datorită investiției mari de forță de muncă și resurse pe care ambele părți le-au folosit pentru a controla orașul. Bătălia de la Bahmut a fost descrisă ca fiind un "tocător de carne" și un "vârtej" atât pentru armata ucraineană, cât și pentru cea rusă.